# Landfrauenküche (Fernsehsendung)
Landfrauenküche ist eine Fernsehsendung des Bayerischen Rundfunks, die im Jahr 2024 in der 16. Staffel ausgestrahlt wurde. Dabei werden in jeder Staffel sieben „Landfrauen“ aus allen Regierungsbezirken Bayerns mit verschiedenen Gerichten, die sie zubereiten, vorgestellt. Die Idee zu der Reihe stammt vom Schweizer Fernsehen. Zum Finale, bei dem auch die Siegerin gekürt wird, reisten die Teilnehmerinnen in früheren Staffeln zu Alfons Schuhbeck. Mittlerweile ist der Koch Lucki Maurer Gastgeber der letzten Folge.
Ähnliche Formate sind Land & lecker und Lecker aufs Land.

## Teilnehmerinnen

### Staffel 1 (2009)
- Regina Mayer, Oberbayern
- Beate Loos, Unterfranken
- Helga Bock, Mittelfranken
- Christine Wutz, Oberpfalz
- Hilde Rasch, Schwaben
- Angelika Anetseder, Niederbayern
- Evelyn Heil, Oberfranken

### Staffel 2 (2010)
- Margit Hausmann, Mittelfranken
- Christine Schmidkonz, Oberpfalz
- Barbara Neuner, Oberbayern
- Dagmar Lutzenberger, Schwaben
- Dagmar Hartleb, Oberfranken
- Anita Wallrapp, Unterfranken
- Claudia Fenzel, Niederbayern

### Staffel 3 (2011)
- Simone Stahl, Mittelfranken
- Christa Artmann, Niederbayern
- Monika Schudt, Unterfranken
- Bettina Stadler, Oberbayern
- Astrid Kriechenbauer, Oberpfalz
- Angelika Soyer, Schwaben
- Birgit Oeffner, Oberfranken

### Staffel 4 (2012)
- Daniela Schubert, Oberfranken
- Dagmar Kirmeier, Oberbayern
- Gerlinde Hofer, Schwaben
- Gabriele Huber, Niederbayern
- Barbara Schober, Mittelfranken
- Beate Schaller, Oberpfalz
- Susanne Reck, Unterfranken

### Staffel 5 (2013)
- Anita Sack, Oberfranken
- Sabine Hollweck, Oberpfalz
- Ilonka Scheuring, Unterfranken
- Simone Vogler, Schwaben
- Regina Steiner, Niederbayern
- Susanne Krafft, Mittelfranken
- Barbara Misthilger, Oberbayern

### Staffel 6 (2014)
- Kerstin Loy, Mittelfranken
- Irmgard Miller, Schwaben
- Maria Pösch, Oberfranken
- Susanne Behmenburg, Oberbayern
- Linda Haßold, Unterfranken
- Johanna Bauer, Oberpfalz
- Renate Schmidt, Niederbayern

### Staffel 7 (2015)
- Renate Höfler, Mittelfranken
- Joanna Kantorowicz, Oberbayern
- Maria Deß, Oberpfalz
- Irmi Kinker, Schwaben
- Gerlinde Schreyer, Niederbayern
- Marie Bauer, Oberfranken
- Barbara Birkholz, Unterfranken

### Staffel 8 (2016)
- Manja Rohm, Mittelfranken
- Anne Leichtenstern, Oberfranken
- Manuela Thalhammer, Niederbayern
- Maria Bogner, Oberbayern
- Silvia Deinhard, Oberpfalz
- Michaela Gerstner-Scheller, Unterfranken
- Maria-Luise Hornstein, Schwaben

### Staffel 9 (2017)
- Edeltraud Zehetmeier, Niederbayern
- Barbara Baumann, Unterfranken
- Cathie Lichtmannegger, Oberbayern
- Katharina Mayer, Schwaben
- Theresa Frantz, Mittelfranken
- Heidi Kaiser, Oberfranken
- Birgit Vogl, Oberpfalz

### Staffel 10 (2018)
- Ute Leyh, Unterfranken
- Sonja Schreiber, Niederbayern
- Barbara Weiherer, Oberpfalz
- Irmi Lamprecht, Oberbayern
- Katarina Stahl, Mittelfranken
- Maren Flessenkemper, Schwaben
- Monika Meinel-Hansen, Oberfranken

### Staffel 11 (2019)
- Kristin Güllich, Mittelfranken
- Schirin Oeding, Oberpfalz
- Angela Wunderlich, Oberfranken
- Mathilde Falter-Weiderer, Niederbayern
- Martina Knecht, Unterfranken
- Barbara Knötzinger, Schwaben
- Stefanie Rieblinger, Oberbayern

### Staffel 12 (2020)
- Lena Zimmermann, Schwaben
- Karina Schwarzbauer, Oberbayern
- Eva Gottschaller, Niederbayern
- Anja Raithel, Oberfranken
- Nina Wagner, Mittelfranken
- Nichole Roth, Unterfranken
- Monika Bernhard, Oberpfalz

### Staffel 13 (2021)
- Tanja Zeller, Mittelfranken
- Julia Hausladen, Oberpfalz
- Isabella Mereien, Oberfranken
- Veronika Röll, Niederbayern
- Carolin Meyer, Unterfranken
- Katharina Lerf, Schwaben
- Fini Reißaus, Oberbayern

### Staffel 14 (2022)
- Shekinah Fuchs, Oberpfalz
- Lea Birnbaum, Oberbayern – Gesamtsieg, Beste Nachspeise[1]
- Sindy Lippert, Oberfranken
- Franziska Wagner, Schwaben
- Susanne Fischer, Niederbayern – Gesamtsieg, Beste Vorspeise, Beste Hauptspeise[1]
- Sandra Stürmer, Mittelfranken
- Carolin Detsch, Unterfranken

### Staffel 15 (2023)
- Christin Ebenbeck, Oberpfalz
- Anna-Maria Deinhardt, Oberfranken
- Theresa Bub, Mittelfranken
- Martina Fischer, Oberbayern – Gesamtsieg, Beste Vorspeise, Beste Hauptspeise, Beste Nachspeise[2]
- Anna Pex, Niederbayern
- Nadine Manger, Unterfranken
- Anna Ostermeier, Schwaben

### Staffel 16 (2024)
- Franziska Schömig, Unterfranken
- Anna-Maria Stürzer, Oberbayern
- Anja Floßmann, Niederbayern
- Magdalena Kaiser, Mittelfranken
- Katharina Förg, Schwaben
- Barbara Friedmann, Oberfranken
- Sandra Grundner, Oberpfalz

## Kulinarische Schätze
2021 bekam die Landfrauenküche den Ableger Kulinarische Schätze. Diese wird vom BR, NDR, SWR und WDR gemeinsam produziert.

### Staffel 1 (2021)
- Theresa Coßmann, Niederrhein (WDR)
- Linda Kelly, Bodensee (SWR)
- Marisa Marquardt, Holnstein (NDR)
- Victoria Schubert-Rapp, Blaues Land (BR)

### Staffel 2 (2022)
- Franziska Eigner, Oberbayern (BR)
- Marion Stemich, Westfalen (WDR)
- Shanna Reis, Rheinhessen (SWR)
- Kristin Brandt, Mecklenburg (NDR)

### Staffel 3 (2023)
- Kerstin Laufer, Franken (BR)
- Domenica Müller, Niederrhein (WDR)
- Lea Martin, Bodensee (SWR)
- Agnes Jaud, Inntal (BR)
- Wendy LeBlanc, Schwarzwald (SWR)
- Sarah Konert, Münsterland (WDR)

### Staffel 4 (2024)
- Anja Wolff, Weserbergland
- Katharina Mühlbauer, Niederbayern
- Anna Prübstle, obere Donau
- Stephie Bönniger, Rheinland
- Christine Huber, Münchner Land
- Christine Baumann, Nordschwarzwald

## Veröffentlichungen
- Landfrauenküche: 14 bayerische Landfrauen kochen mit Herz und Leidenschaft, München: Zabert Sandmann 2010, ISBN 978-3-89883-279-3.
- Die neue Landfrauenküche: 14 bayerische Landfrauen kochen mit Herz und Leidenschaft, München: Zabert Sandmann 2012, ISBN 978-3-89883-335-6.
- Landfrauenküche 3: 14 bayerische Landfrauen kochen mit Herz und Leidenschaft, München: Zabert Sandmann 2014, ISBN 978-3-89883-434-6.
- Landfrauenküche 4: 14 bayerische Landfrauen kochen mit Herz und Leidenschaft, München: Zabert Sandmann 2016, ISBN 978-3-89883-578-7.
- Landfrauenküche 5: 14 bayerische Landfrauen kochen mit Herz und Leidenschaft, München: Zabert Sandmann 2018, ISBN 978-3-89883-834-4.
- Landfrauenküche 6: 14 bayerische Landfrauen kochen mit Herz und Leidenschaft, München: Zabert Sandmann 2020, ISBN 978-3-96584-043-0.
- Landfrauenküche 7: 14 bayerische Landfrauen kochen mit Herz und Leidenschaft, München: Zabert Sandmann 2022, ISBN 978-3-96584-267-0.